# نوانكو كانو
نوانكو كريستيان كانو (بالإنجليزية: Nwankwo Kanu)‏ (ولد في 1 أغسطس 1976 في أويري) أو أختصارًا كانو لاعب كرة قدم نيجيري، يلعب مع نادي بورتسموث الإنجليزي. كان لاعبًا لمنتخب نيجيريا لمدة 16 عامًا من 1994 إلى 2010. ينحدر كانو من عرقية الإيجيبو النيجيرية: اسمه «نوانكو» يعني رضيع وُلد بيوم متجر نكو بلغة الإيجيبو.
فاز كانو بميدالية دوري أبطال أوروبا, ميدالية كأس أوروبا, وثلاثة ميداليات كأس الأتحاد الإنجليزي وجائزة أفضل لاعب أفريقي مرتين. وهو أيضا واحد من اللاعبين القلائل الذين حصدو الدوري ألإنجليزي، كأس الأتحاد الإنجليزي، دوري الأبطال، كأس أوروبا، ميدالية الأولمبياد الذهبية. وهو أيضا سفير اليونيسيف.

## روابط خارجية
- نوانكو كانو على موقع الاتحاد الدولي (مؤرشف)  (الإنجليزية)
- نوانكو كانو على موقع الاتحاد الأوربي (الإنجليزية)
- نوانكو كانو على موقع قاعدة بيانات كرة القدم.إي يو (الإنجليزية)
- نوانكو كانو على موقع بيانات كرة القدم. دي إي (الألمانية)
- نوانكو كانو على موقع ليكيب (الفرنسية)
- نوانكو كانو على موقع ناشيونال فوتبول تيمز (الإنجليزية)
- نوانكو كانو على موقع Soccerbase.com (لاعب) (الإنجليزية)
- نوانكو كانو على موقع Soccerway.com (الإنجليزية)
- نوانكو كانو على موقع عالم كرة القدم.نت (الإنجليزية)
- نوانكو كانو على موقع أوليمبيديا (الإنجليزية)